# Jojakínovy tabulky

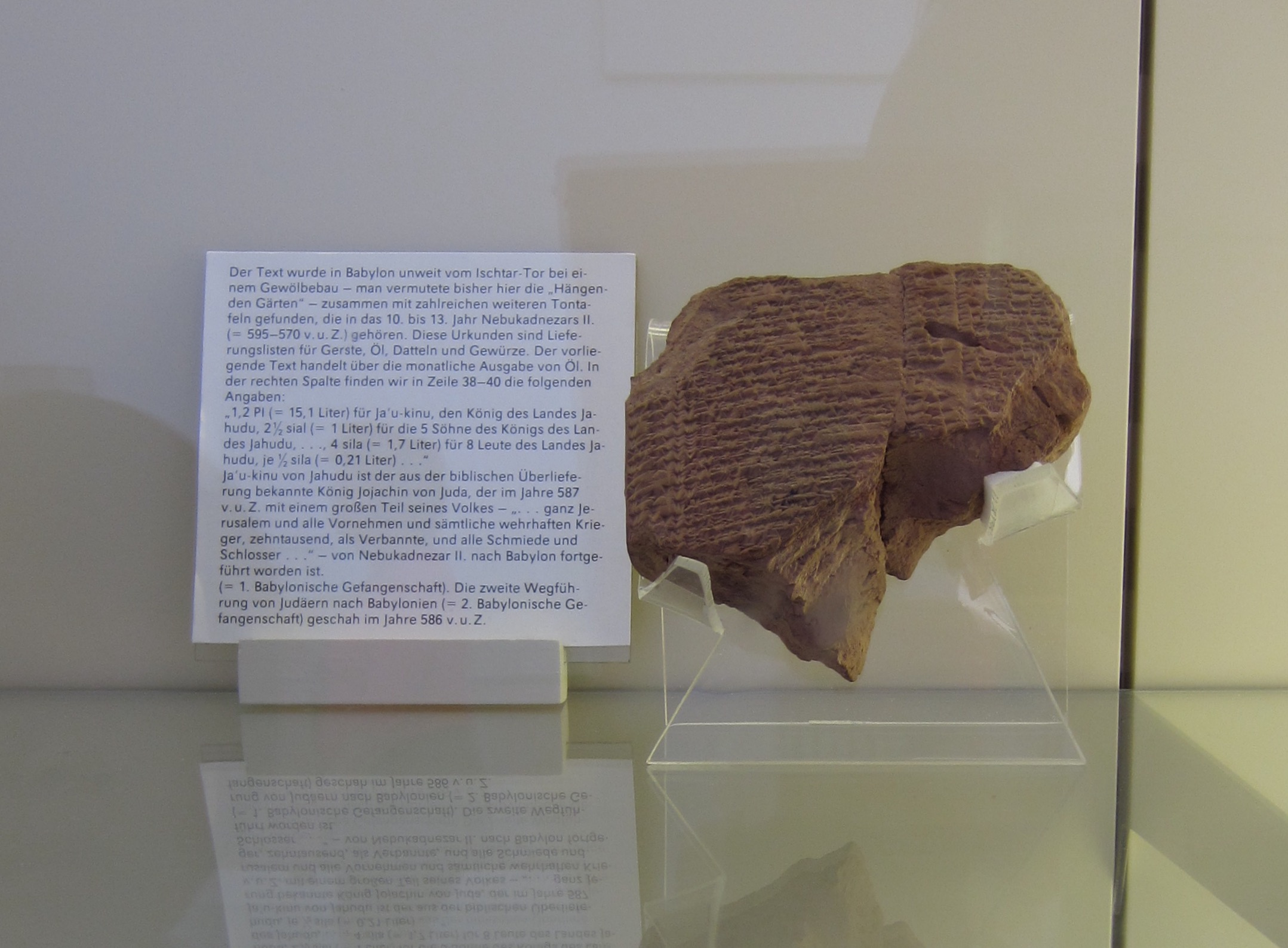
Jojakínova tabulka, Pergamonmuseum, Berín

Jojakínovy tabulky jsou hliněné tabulky z 6. století př. n. l. Byly vykopány Robertem Koldeweyem v letech 1899–1917. Jedná se o seznam potravin a lidí, kteří na ně mají nárok. Shodují se s biblickým textem 2 Kr 24,10-17 a jsou uloženy v Berlínském muzeu.